# Анна Гермундсдоттер
Анна Гермундсдоттер (швед. Anna Germundsdotter или Гирмундсдоттер (швед. Girmundsdotter); ум. 23 марта 1538), также известная как Анна Гермунди (лат. Anna Germundi) — шведская писательница, католическая монахиня Биргиттинского ордена и настоятельница Вадстенского монастыря с 1518 по 1529 год.

## Биография
Анна Гермундсдоттер была родом из Сёдерчёпинга и являлась племянницей по материнской линии Ингемунда Петруссона, каноника (священника) Линчёпингского кафедрального собора. В 1489 году она стала членом Биргиттинского ордена и монахиней Вадстенского монастыря. Анна была автором «Codex Holm. A 3», списка, документировавшего правила этого монастыря, начиная с 1502 года.
В 1518 году она была избрана настоятельницей монастыря. Большинством голосов она получила от монахов, а среди монахинь этого смешанного монастыря она набрала мало голосов. Тем не менее епископ даровал ей победу на выборах и назначил её настоятельницей. В 1521 году она принимала у себя датского короля Кристиана II.
Примерно в 1526 году в монастыре произошла история о «маленькой Агде и молчуне Олофе». И на следующий год, когда началась шведская Реформация, король Швеции Густав I Ваза дал указание настоятельнице через епископа Ганса Браска касательно скандального побега монахини Агда, которая ушла в монастырь против своей воли, со своим возлюбленным Олофом, чтобы никому не было позволено стать монахиней в Вадстенском аббатстве в будущем без разрешения монарха. Кроме того, монахини также получили королевское разрешение покинуть монастырь, если они того пожелают: некоторые из молодых монахинь воспользовались этой возможностью, и Анне Гермундсдоттер было запрещено останавливать их.
В 1529 году два монаха монастыря и их исповедник участвовали в синоде в Эребру, где изъявили желание перейти в протестантство. В том же году Анна Гермундсдоттер сложила с себя полномочия настоятельницы и осталась рядовой монахиней в своём монастыре.